# Praga

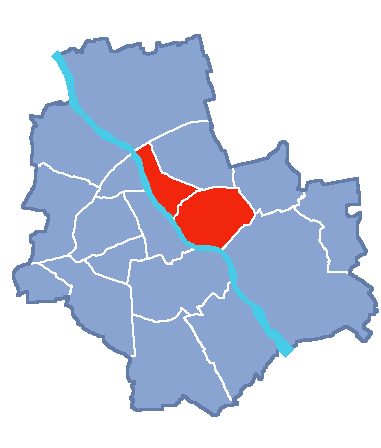
Bản đồ định vị của Praga-Północ và Praga-Południe

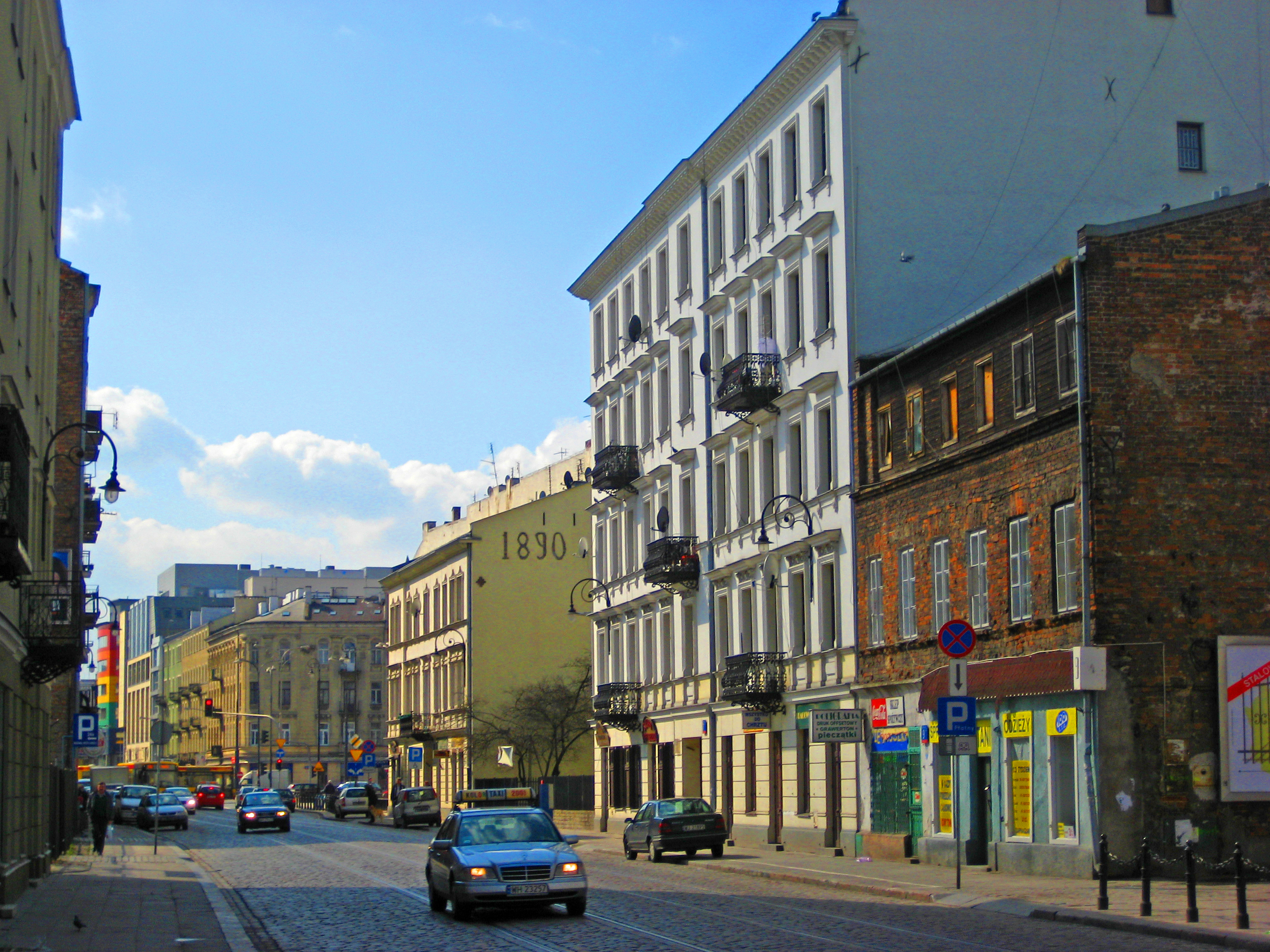
Ulica Ząbkowska là một trong những đường phố chính của Praga

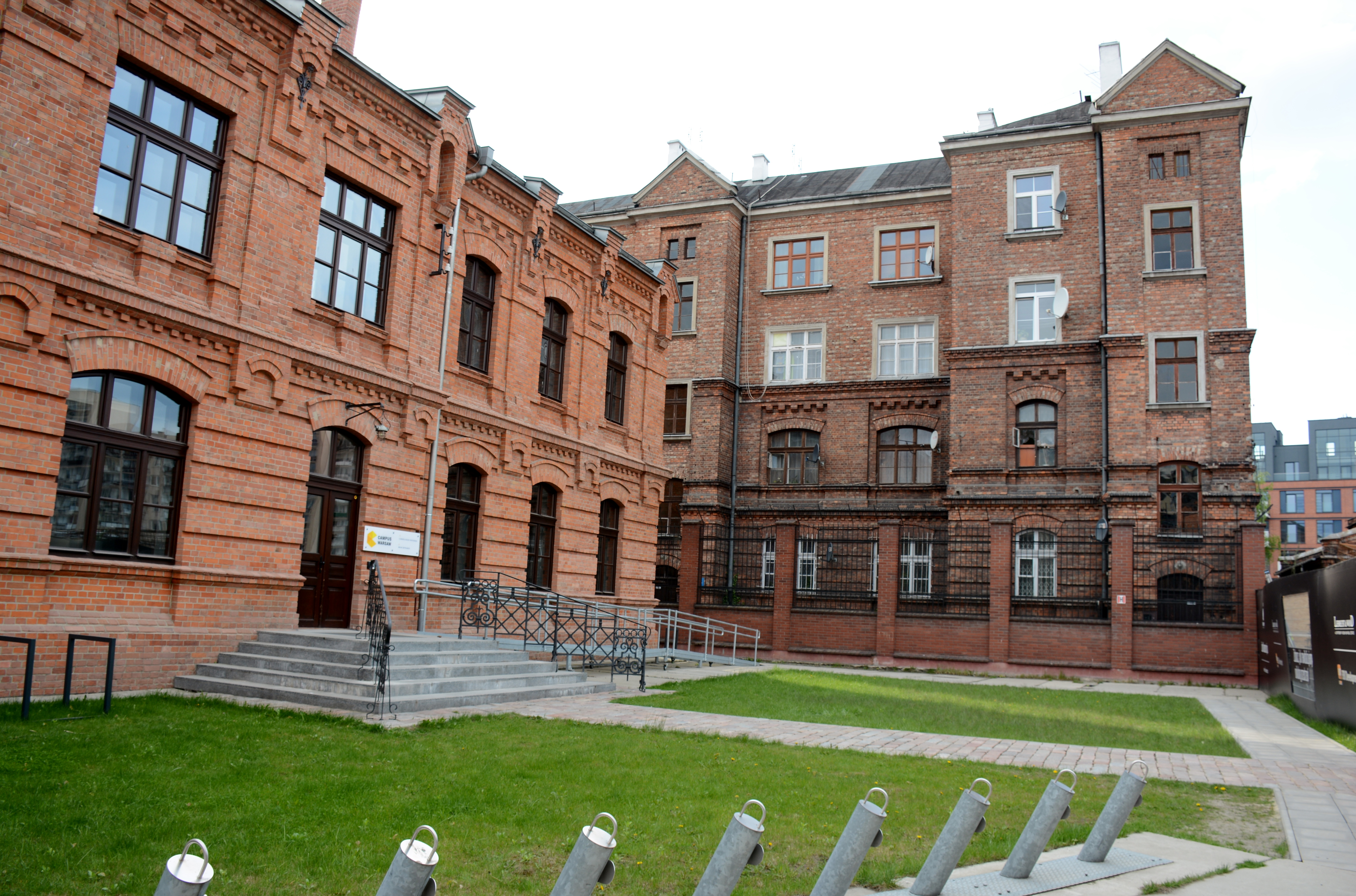
Trung tâm Praga Koneser

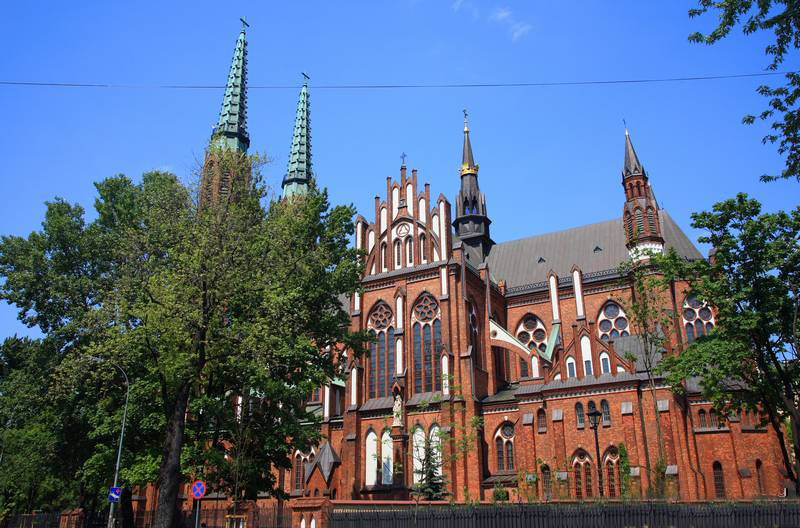
Vương cung thánh đường St. Michael và St. Florian là một trong những nhà thờ chính của Praga

Praga là một quận của Warsaw, Ba Lan. Nó nằm ở bờ phía đông của sông Vistula. Lần đầu tiên được đề cập vào năm 1432, cho đến năm 1791, nó đã hình thành một thị trấn riêng biệt với điều lệ thành phố riêng. 

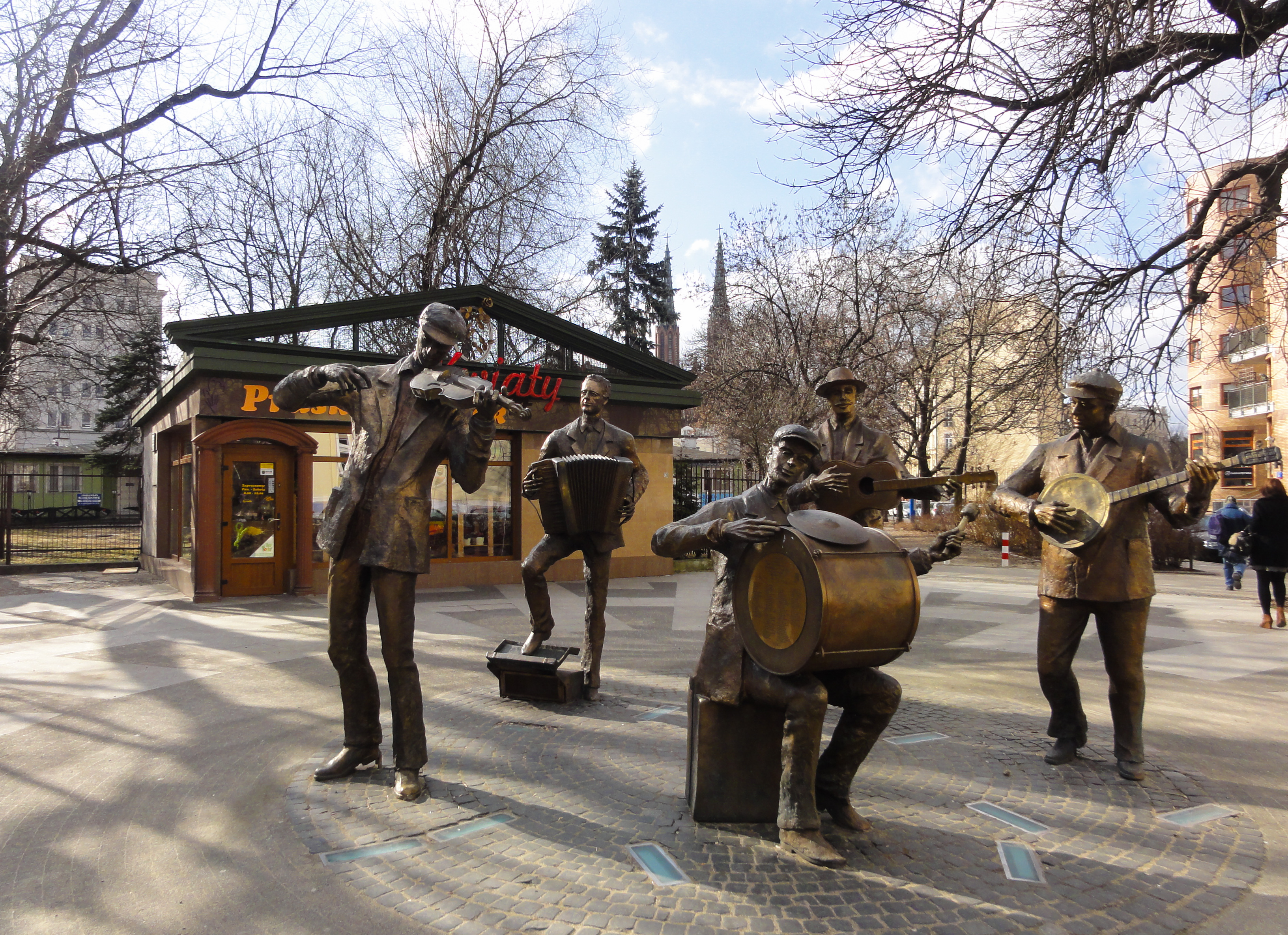
Một tác phẩm điêu khắc nhóm của các nhạc sĩ đường phố ở quận Praga

## Lịch sử
Praga trong lịch sử là một khu định cư nhỏ nằm ở bờ phía đông của sông Vistula, đối diện trực tiếp với các thị trấn Old Warsaw và Mariensztat, cả hai đều là một phần của Warsaw. Lần đầu tiên được đề cập vào năm 1432, nó bắt nguồn từ tên của động từ Ba Lan là Prażyć, có nghĩa là đốt hoặc nướng, vì nó chiếm một khu vực rừng bị đốt cháy để nhường chỗ cho ngôi làng.    Tách khỏi Warsaw bằng một con sông rộng, nó phát triển độc lập với thành phố lân cận, vào ngày 10 tháng 2 năm 1648, vua Władysław IV của Ba Lan đã ban cho điều lệ thành phố. Tuy nhiên, vì nó chủ yếu là một vùng ngoại ô và hầu hết các tòa nhà đều bằng gỗ, thị trấn đã nhiều lần bị phá hủy bởi hỏa hoạn, lũ lụt và quân đội nước ngoài. Hiện tại di tích lịch sử duy nhất còn sót lại từ thời đại đó là Nhà thờ Đức Mẹ Loreto.
Năm 2011, Đài tưởng niệm Anh em trong vũ khí địa phương đã bị gỡ xuống; năm 2015 quyết định này đã được đưa ra vĩnh viễn.

## Phòng hành chính
Hiện tại, Praga được chia thành hành chính:
- Praga-Północ (Bắc)
- Praga-Południe (Nam)

Praga-Południe và Praga-Północ bao gồm các khu phố của:
- Saska Kępa
- Grochow
- Szmulowizna
- Gocław
- Kamionek

Theo nghĩa rộng hơn, tất cả các khu vực của Warsaw nằm trên bờ phải của Vistula cũng được biết đến theo thuật ngữ tập thể của Praga. Bên cạnh Praga lịch sử, chúng bao gồm:
- Białołęka
- Rembertów
- Targówek
- Wawer
- Wesoła

## Điểm thu hút khách du lịch
- Công viên Praga
- Bảo tàng Praga
- Bảo tàng neon ở Warsaw
- Trung tâm Praga Koneser